# Perfume

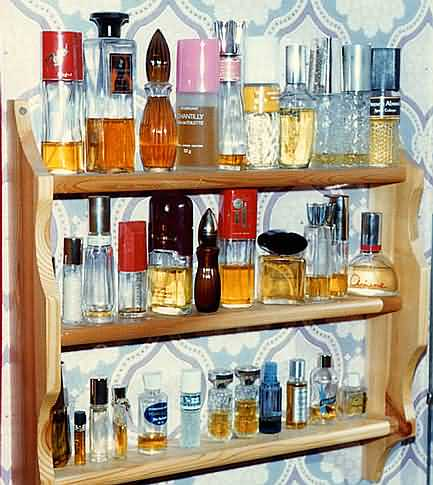
Vários recipientes para acomodar perfumes

Perfume (do latim fumus) é uma mistura de óleos, álcool e água, cuja função é proporcionar uma agradável e duradoura fragrância de aroma a diferentes objetos, principalmente ao corpo humano. 
Fragrância é uma mistura de matérias-primas, podem ser extratos de fontes naturais ou produzida sinteticamente.

## Etimologia
A palavra perfume chegou ao português por meio do francês parfum retirado do italiano profumo, do latim, per fumum, e significa por fumo ou através do fumo, no sentido de “vapor que se expande” .

## História

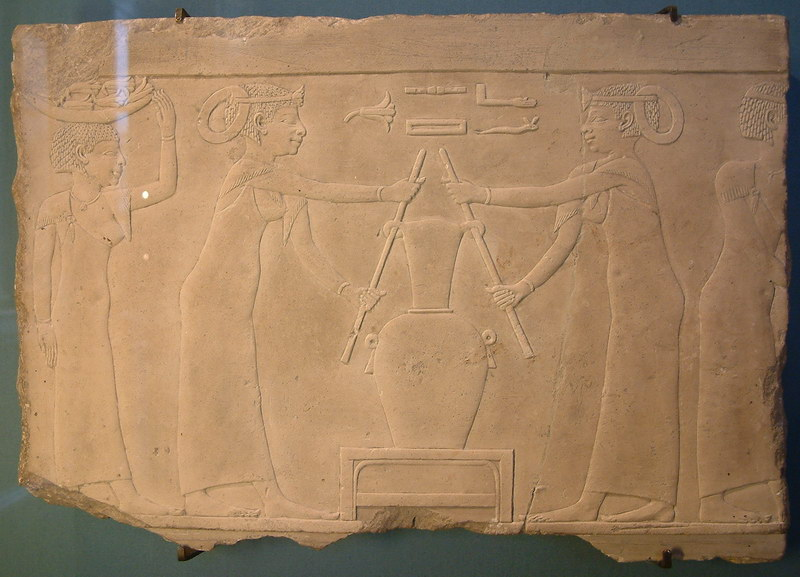
Em fragmento da decoração de um túmulo egípcio, observa-se a fabricação de perfume de lírio

As primeiras referências ao perfume remontam às antigas civilizações do Oriente Médio, especialmente o Antigo Egito. Por volta de 2 000 a.C., os primeiros usuários foram os faraós e os membros importantes da corte, logo, o uso do perfume se difundiu, trazendo um agradável toque de frescor ao clima quente e árido do Egito.
A necessidade de contar com essências refrescantes tornou-se tão fundamental que a primeira greve da história da humanidade foi protagonizada em 1 330 a.C. pelos soldados do faraó Seti I, que pararam de fornecer unguentos aromáticos. Pouco depois (1 300 a.C.), coube ao faraó Ramessés II enfrentar uma revolt de peões em Tebas, que estavam indignados com a escassez de rações, de comida e de unguentos.
O químico árabe, Alquindi (Alquindo), escreveu no século IX um livro sobre perfumes chamado Livro da Química de Perfumes e Destilados. Ele continha centenas de receitas de óleos de fragrâncias, salves, águas aromáticas e substitutos ou imitações para droga caras. O livro também descrevia cento e sete métodos e receitas para a perfumaria, inclusive alguns dos instrumentos usados na produção de perfumes ainda levam nomes árabe, como alambique, por exemplo.
O médico e o químico persas muçulmano e Avicena (também conhecido como ibne Sina) introduziram o processo de extração de óleos de flores através da destilação, o processo mais comumente utilizado hoje em dia. Seus primeiros experimentos foram com as rosas. Até eles descobrirem perfumes líquidos, feitos de mistura de óleo e ervas ou pétalas amassadas que resultavam numa mistura forte. A água de rosas era mais delicada, e logo tornou-se popular. Ambos os ingredientes experimentais e a tecnologia da destilação influenciaram a perfumaria ocidental e desenvolvimentos científicos, principalmente na química.
A partir da Espanha foi introduzido em toda a Europa durante o Renascimento. Foi na França, a partir do século XIV, onde se cultivavam flores, que ocorreu o grande desenvolvimento da perfumaria, permanecendo desde então como o centro europeu de pesquisas e comércio de perfumes. PROVA

## Principais famílias aromáticas de fragrância
Escala de intensidade de aromas, dos leves aos intensos, as principais famílias aromáticas classificam-se em:
- Cítricos (hesperídeos): utilizam matérias-primas extraídas de cascas dos citrinos, de frutas como: limão, bergamota, tangerina, mandarina, entre outras. Também denominam-se "frutados". Uma família aromática popular, porque produz perfumes leves e estimulantes;
- Florais (aldeídos): a matéria prima é extraída das flores, normalmente uma única espécie para produzir um perfume, tais como: rosa, violeta e jasmim. Tem caráter delicado e discreto, em frascos bonitos;
- Fetos (fougère): elaborado a partir de matérias-primas leves e frescas, família aromática representa a frescura das ervas herbáceas, e a elas se juntam a mistura de álcoois, tubérculos e raízes. São muito utilizados em fragrâncias masculinas;
- Chipre: fabricados com matérias-primas advindas de musgos, normalmente do carvalho, que lembram a essência da terra. São perfumes sofisticados, elaborados com a mistura de notas quentes e frias (cítricas com concentradas);
- Amadeirados: grupo aromático extraído das madeiras, produzindo aromas fortes e sedutores, madeiras nobres tais como: pinheiro selvagem, sândalo e cedro do Líbano. Conferem ao perfume características como durabilidade e consistência. A esta família juntam-se ainda algumas resinas balsâmicas quentes: incenso e mirra. Possuem melhor resultado quando combinados com cítricos ou florais.
- Orientais: misturas consideradas mais intensa, junção entre especiarias exóticas constituídas normalmente das tuberosas, anis, canela, baunilha, patchouly, entre outros. São perfumes sofisticados, marcantes e sensuais;
- Couros: fragrâncias extremamente secas, com características dominantes. Suas matérias primas são extraídas do tabaco, de madeiras, couros, musgos etc.

## Classificação
A força de um perfume depende, basicamente da concentração de matérias-primas utilizadas na fabricação. Do ponto de vista técnico, consiste na mistura de vários ingredientes voláteis dissolvidos em álcool, que se espalham no ar em temperaturas normais. Pela origem a palavra perfume aplica-se somente ao tipo de composição que contém a mais alta proporção de extrato aromático com o menor teor de álcool possível. As outras combinações quase sempre levam um pouco de água na fórmula. Essa concentração portanto é fator determinante na nomenclatura.
É comum ouvir falar em fragrâncias com forte - ou fraco - poder de fixação, ou seja que persistem - ou não - por várias horas. Mas o efeito não é mérito de um agente fixador, como há quem acredite. Na verdade, a fixação se deve às notas de base - ou de fundo. Elas são ingredientes mais densos e persistentes, capazes de atuar na composição de modo a proporcionar uma difusão mais lenta.
- Notas de Saída (Cabeça)

A introdução. A impressão inicial, elaborada para despertar o interesse, são as notas mais leves aquelas que "escapam" do frasco.
Ingredientes ligeiros e voláteis que evaporam rapidamente, são sentidas logo após a sua aspersão, vão direto paras as narinas. São notas frescas como limão, bergamota, laranja, pinho, lavanda e eucalipto.
- Notas de Coração (Corpo)

O centro, a alma, a personalidade do perfume, são notas que expressam o tema principal da fragrância. Menos voláteis, evaporam mais devagar, são sentidas assim que o perfume "desaparece" sobre a pele. São notas mais encorpadas como as de flores, folhas e especiarias.
- Notas de Fundo (Base)

Garante o poder de fixação de uma fragrância, são notas que definem o cheiro que se difunde na pele. Pouco voláteis, os ingredientes evaporam lentamente, é o último acorde a ser percebido e o que permanece por mais tempo. São notas densas, como as de resinas, de madeiras e as de origem animal.
O perfumista usa a fantasia e o nariz para criar fragrâncias marcantes, que podem reunir até 300 matérias-primas. É capaz de distinguir mais de 3 mil cheiros e consegue combiná-los em uma quantidade ilimitada de fórmulas. Como um maestro compõe as diferentes notas, sua mistura resulta no acorde ou na harmonia da fragrância, imaginando o papel que cada ingrediente terá em sua composição olfativa. A força de um perfume depende da concentração de extrato aromático e das matérias-primas usadas em sua composição. Transformar esse mix em sucesso está nas mãos dessa categoria restrita e valiosa de profissionais, que ganha salários astronômicos para desenvolver essências sob encomenda. O "bom nariz" se desenvolve desde a infância. Existe uma ligação muito forte entre as coisas que acontecem durante a vida e os cheiros que as acompanham.

## Categorias
- Eau Fraiche (água doce): versão mais diluída da fragrância, com 1% a 3% de óleo de perfume em álcool e água. dura menos de uma hora.[2]

- Eau de Cologne (água-de-colônia): termo mais antigo para perfume. Leve, fresco e frutado, composto de 2% a 4% de óleos de perfume em álcool e água, duração de cerca de 2 horas.

- Eau de Toilette (água de banho): Spray com composição de 5% a 15% de essência de perfume dissolvida em álcool, duração de cerca de 3 horas.

- Eau de Parfum (perfume): indicam fragrâncias que contêm de 15% a 20% de essência pura de perfume, duração de cerca de 5 a 8 horas.